# Zagyvaszántó
Zagyvaszántó är en ort i Ungern.   Den ligger i provinsen Heves, i den centrala delen av landet, 60 km nordost om huvudstaden Budapest. Zagyvaszántó ligger 131 meter över havet och antalet invånare är 2 067.
Terrängen runt Zagyvaszántó är platt åt sydväst, men åt nordost är den kuperad. Runt Zagyvaszántó är det ganska tätbefolkat, med 80 invånare per kvadratkilometer. Närmaste större samhälle är Hatvan, 12,3 km söder om Zagyvaszántó. Trakten runt Zagyvaszántó består till största delen av jordbruksmark.